# Drop Dead Festival
Le Drop Dead Festival est un festival itinérant de musique underground et DIY organisé sur plusieurs jours en intérieur dans différents clubs d'Amérique du Nord et d'Europe. 

## Histoire

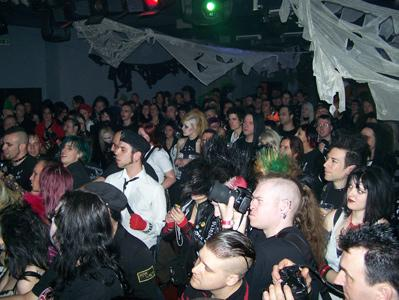
Foule au Drop Dead.

Le festival rassemble de quelques centaines à quelques milliers de participants de plusieurs dizaines de nationalités différentes. Le festival se partage entre plusieurs scènes, dont des concerts live et des mixs de DJ. Le choix des groupes undergrounds se situe à la croisée des genres psychobilly, batcave, death rock, post-punk, synthpunk, expérimental ou industriel.
La première édition du Drop Dead se tient en août 2003, à la suite d'une série de petits concerts organisés par le groupe par NY Decay Productions à la Pyramid à New York. Le festival e tient d'abord au club CBGB avant de déménager dans la plus spacieuse Knitting Factory à Brooklyn. Le Drop Dead a néanmoins toujours gardé des liens avec le CBGB jusqu'à la fermeture de ce dernier, en y faisant des concerts au début et à la fin de chaque édition. 
En 2005, le Drop Dead devient un rassemblement sur quatre jours, pendant la semaine de la Toussaint. Il y eut plus de 5 000 festivaliers notamment venus pour voir les têtes d'affiche Nina Hagen ou The World/Inferno Friendship Society. En 2006 se tient la dernière édition nord-américaine du festival à la Knitting Factory, durant la fête du travail américaine du 1er au 3 septembre. Pendant tout ce temps, d'autres concerts organisé par la même équipe ont eu lieu à Los Angeles, Philadelphie, Boston et dans le New Jersey.
En 2006 se tient la dernière édition nord-américaine du festival à la Knitting Factory, durant la fête du travail américaine du 1er au 3 septembre. Pendant tout ce temps, d'autres concerts organisé par la même équipe ont eu lieu à Los Angeles, Philadelphie, Boston et dans le New Jersey.
La première édition européenne du Drop Dead se tient au Rock Café de Prague, du mercredi 31 octobre au dimanche 4 novembre 2007. Du 8 au 12 octobre 2008, le festival se déroule au Caixa Económica Operária dans le quartier Graça de Lisbonne.
L'édition 2010 se déroule cette fois en été, du mercredi 18 au dimanche 22 août au Mulen Ružas dans le quartier Naujamiestis à Vilnius. Du mercredi 31 octobre au dimanche 4 novembre 2012. Prévu au départ pour se dérouler sur cinq jours au Cube Club à Berlin-Neukölln, le festival a dû déménager au bout du quatrième jour du fait d'un différend avec le propriétaire du lieu vers le bar White Trash dans Berlin-Mitte.  Les organisateurs ont aussi organisé au cours de l'année 2012 des concerts à la Damenhandschuhfabrik dans le quartier de Plagwitz à Leipzig, comme la Gothic Pogo Party en off du Wave-Gotik-Treffen.

## Programmations notables

### 2007
- Andi Sex Gang • Antiworld • Astro Zombies • Ausgang • Charles de Goal • Cremaster • Curtains! • De Tazsos • Death Valley Surfers • Din Glorious • Eyaculacion Post Mortem • Fangs on Fur • Green Monster • Hollywood Suicide • Jellowaste • Joy Disaster • Klingonz • Le Vene di Lucretia • Lene Lovich • Los Carniceros del Norte • Miguel and The Living Dead • Moldig • Mona Mur • Naughty Zombies • New Collapse • NIM VIND • Norma Loy • Rubella Ballet • Sex Gang Children • Sixteens • Spellbound • The Bad Tones • The Crimson Ghosts • The Deep Eynde • The Spook • Twisted Nerve • Varsovie

### Lisbonne 2008
- UK Decay • The Cemetary Girlz • Theatre of Hate • Cinema Strange • Kitchen and the Plastic Spoons  • Charles de Goal  • Madre del Vizio • The Deadfly Ensemble • Tchiki Boum • Frustration  •  Die Perlen  • Eyaculacion Post Mortem • Squishy Squid • Phantom Vision • x13th MOONx • Schwefelgelb  • Lineas Albies • Birth • Din Glorious • Mr. Manic • New Thrill Parade • NAMOSH • Schizophrenic Housewives • Scarlet and the Spooky Spiders • Zombie Zex.

### Vilnius 2010
- Stereo Total • Demented Are Go! • Sex Gang Children • Specimen •  Zounds • The Last Days of Jesus • Miguel and The Living Dead • Näd Mika • Noblesse oblige • Jacquy Bitch • Agent Side Grinder • Lushus • †13th MOON† • Jad Wio • Scofferlane • Loto Ball Show • Noisy Pig • The Proof • Grotesque Sexuality • Genetiks • Gertrud Stein • Phoenix Catscratch • The Gaa Gaas • Castrati • nad mika • Ania et le Programmeur • Petra Flurr • The Crazed • Birth!  • Nurvuss

### Berlin 2011
Du 1er au 6 septembre 2011 au Club An Der Schillingbrücke à Berlin-Friedrichshain.
- †13th MOON† • Ania et le Programmeur • Bettina Köster • Birth! • BitLuder • Bloodygrave & Die Lust • Butterclock • Charles de Goal • CREEP • Dat Politics • Death of Abel • Die Selektion • DJ Polina Y • Ernesto Tomasini • Gemeine Gesteine • Gertrude Stein • Harry Merry • Jemek Jemowit • Kombat Katz • Lebanon Hanover • Los Carniceros del Norte • Modern Witch • Mueran Humanos • NEON • Noisy Pig • o F F • Petra Flurr • Phoenix Catscratch • Popoi Sdioh • Reliq • Schwefelgelb • Scream Club • Sewn Leather • Sick Girls • Soviet Soviet  • The Legendary Pink Dots • Velvet Condom • Wieże Fabryk • Zombina and the Skeletones

### Berlin 2012
- †13th MOON† • :CODES: • Ania et le Programmeur • Animal Bodies • Anklepants • ¡ Duflan Duflan ! • Bestial Mouths • Black Rain • Branes • Butterclock • Cobra Foutre (Woody Sintra) • Corps Noir • CRIM3S • Dandi Wind • Deathface • Die Perlen • DJ Polina Y • Dystopian Society • Flesh United • Gemeine Gesteine • Illustration Sonore • In Trance 95 • Jemek Jemowit • KaS Product • Katz Kab • LENE LOVICH • Low Sea • Mani Deum • Minny Pops • N.U. Unruh (Einstürzende Neubauten) •  Petra Flurr • Pharoah Chromium • Pictureplane • Reliq • Sally Dige • Selofan • Stereo Total • Tanzkommando Untergang • The Mob • UK Decay • Young Hunting